# Фиалка пренебрежённая
Фиалка пренебрежённая (лат. Viola ×contempta) — гибридный вид, представитель рода Фиалка (Viola).

## Ботаническое описание
Гибрид между фиалкой полевой и фиалкой трёхцветной. Однолетнее растение.
Однолетник 10—40 высотой.
Венчик 10—20 мм диаметром.

## Ареал
В Европе распространено повсеместно. Поля, залежи, огороды.